# The Tornados
Pour le groupe de surf rock américain, voir The Tornadoes.
The Tornados est un groupe britannique de musique instrumentale formé en 1961 par Joe Meek. Contrairement aux groupes en vogue de l'époque (The Shadows, The Ventures, The Spotnicks), les mélodies ne sont pas jouées à la guitare mais à l'orgue.

## Historique
Il a été le premier groupe musical britannique à être no 1 au Hot 100 du Billboard aux États-Unis avec l'instrumental Telstar, fin décembre 1962 et début janvier 1963, pendant trois semaines de suite. Paru quelques mois plus tôt en Grande-Bretagne, le morceau est resté cinq semaines de suite à la première place des charts anglais, en octobre 1962 et pendant la première semaine de novembre.
Pour la première fois, les Tornados sont alors considérés comme rivaux potentiels des Shadows. Ils sont également l'une des sources d'inspiration pour les Who et, un peu plus tard, pour Pink Floyd. Leur single suivant, Globetrotter, se classe à la 5e place dans les Charts britanniques mais quand Heinz Burt, le bassiste, quitte le groupe en 1963 pour une carrière solo, le groupe s'effondre. En 1965, il ne reste plus un membre d'origine. Plus tard ils se feront appeler les « Tornados '65 » et « The New Tornados' ».
Après son départ du groupe en 1965, le batteur et leader Clem Cattini devient un musicien de studio et de scène très demandé, et enregistre pour des artistes multiples, comme Cliff Richard notamment, et bien d'autres.
George Bellamy est le père de Matthew Bellamy, leader du groupe britannique Muse. L'introduction de la chanson Knights of Cydonia de Muse en 2006 ressemble fortement à celle du single Telstar.
En 1975, quatre des cinq membres du groupe original ont essayé, sans succès, un retour en tant que Original Tornados, notamment en enregistrant une nouvelle version de leur tube.

## Membres
- George Bellamy, guitare, né le 8 octobre 1941 à Sunderland (Royaume-Uni).
- Joe Meek, né Robert George Meek, le 5 avril 1929 à Newent, Gloucestershire (Royaume-Uni) et mort à Islington à Londres le 3 février 1967.
- Heinz Burt, Basse, né Heinz Henry Georg Schwartze, le 24 juillet 1942, Detmold, Allemagne et mort le 7 avril 2000 à Weston, Hampshire.
- Alan Caddy, guitare, né le 2 février 1940, à Chelsea (Londres) et mort le 16 août 2000.
- Clem Cattini, batterie, né Clemente Anselmo Cattini, 28 août 1938, à Stoke Newington.
- Roger LaVern, clavier, né Roger LaVern Jackson, le 11 novembre 1938, à Kidderminster, Worcestershire, et décédé le 15 juin 2013 à Londres.
- Ray Randall, guitare basse, a remplacé Heinz de 1963 à 1966.
- Stuart Taylor, guitare, né le 23 octobre 1944, à Londres et mort le 18 avril 2005.
- Tab Martin, basse, né Alan Raymond Brearley, le 24 décembre 1944, à Newcastle upon Tyne, Tyne and Wear, qui rejoindra ensuite The Peddlers.
- Brian Gregg, basse, né le 31 janvier 1939, à Londres.
- Dave Harvey, basse.
- Phil Webb.
- Jimmy O'Brien.
- Bryan Irwin.
- Norman Hale, clavier sur Love and Fury.
- Roger Warwick, saxophone sur Early Bird et Stomping Thru the Rye.

### The New Tornados (1966)
- John Davies, Robb Huxley, Pete Holder, Dave Watts, Roger Holder.

### The New Tornados (1971)
- Avec Heinz Burt des Tornados d'origine et Ritchie Hale.

## Discographie

### Singles
- Love and Fury (Meek) / Popeye Twist (Cattini) (Decca F11449, 1962)
- Telstar (Meek) / Jungle Fever (Goddard) (Decca F11494, 1962) - UK & U.S. Numéro 1
- Globetrotter (Meek) / Locomotion With Me (Decca F11562, 1963) - numéro 5 au Royaume-Uni.
- Robot (Meek) / Life On Venus (Meek) (Decca F11606, 1963) - numéro 19 au Royaume-Uni.
- The Ice Cream Man (Meek) / Scales Of Justice (Theme) (Decca F11662, 1963) - numéro 21 au Royaume-Uni.
- Dragonfly / Hymn For Teenagers (Meek) (Decca F11745, 1963) - numéro 41 au Royaume-Uni.
- Joystick (Meek) / Hot Pot (Meek) (Decca F11838, 1964)
- Monte Carlo / Blue Blue Beat (Irwin) (Decca F11889, 1964)
- Exodus / Blackpool Rock (Cattini) (Decca F11946, 1964) - numéro 41 au Royaume-Uni.
- Granada / Ragunboneman (Meek) (Columbia DB7455, 1965)
- Early Bird (Meek) / Stomping Thru The Rye (Tornados) (Columbia DB7589, 1965)
- Stingray (Gray) / Aqua Marina (Gray) (Columbia DB 7687, 1965)
- Pop-Art Goes Mozart (Mozart arr. Meek) / Too Much In Love Too Hear (Gale; Holder) (Columbia DB7856, 1966)
- Is That A Ship I Hear (Meek) / Do You Come Here Often ? (Tornados) (Columbia DB7894, 1966)[1]

### EP
- The Sounds Of The Tornadoes (Decca DFE 8510, 1962)
  - Ridin The Wind
  - Earthy
  - Dreamin On A Cloud
  - Red Roses And A Sky Of Blue
- Telstar (Decca DFE 8511, 1962)
  - Love and Fury
  - Popeye Twist
  - Telstar
  - Jungle Fever
- More Sounds From The Tornados (Decca DFE 8521, 1962)
  - Chasing Moonbeams
  - Theme From A Summer Place
  - Swinging Beefeater
  - The Breeze And I
- Tornado Rock (Decca DFE 8533, 1963)
  - Ready Teddy
  - My Babe
  - Blue Moon of Kentucky
  - Long Tall Sally

### Albums
- The Original Telstar: The Sounds of the Tornadoes (1962)
  - Telstar
  - Red Roses and a Sky of Blue
  - Chasing Moonbeams
  - Earthy
  - Swinging Beefeater
  - Theme from a Summer Place
  - Love and Fury
  - Dreamin' on a Cloud
  - Ridin' the Wind
  - The Breeze and I
  - Jungle Fever
  - Popeye Twist
- Away From It All (Decca LK4552, 1964)
  - Indian Brave
  - Flycatche
  - Lullaby For Guilla
  - Dreams Do Come True
  - Costa Monge
  - Lonely Paradis
  - Chattanooga Choo Choo
  - Rip It Up (Vocal)
  - Cootenanny
  - Night Rider
  - Hymn For Teenagers.